# Hospital de Niños Bersohn y Bauman en Varsovia

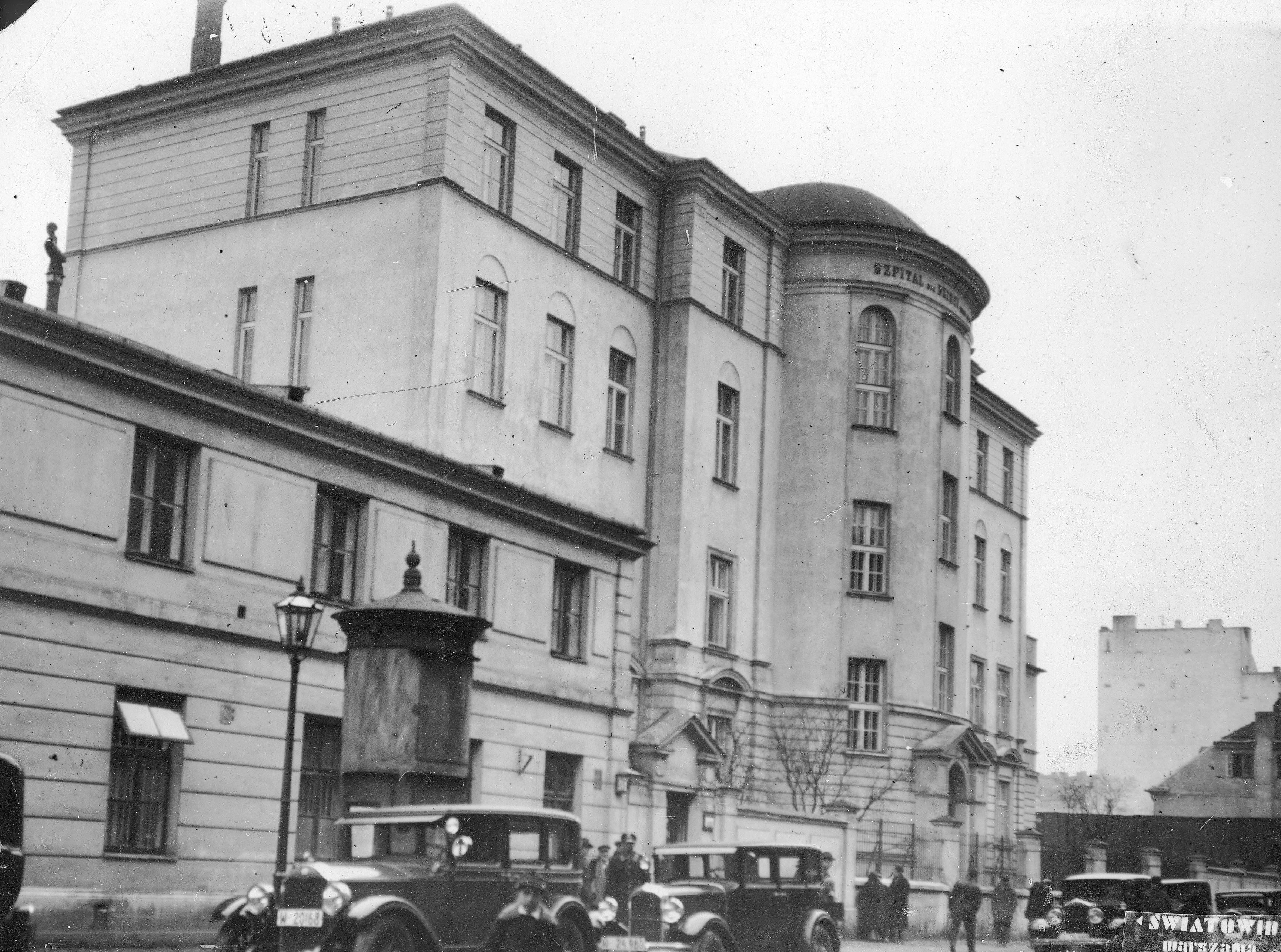
Hospital de Niños Bersohn y Bauman en Varsovia

Hospital de Niños Bersohn y Bauman: un centro médico judío inexistente que funcionaba en los años 1878-1942 en Varsovia en calle Śliska 51/Sienna 60.
En 1941, se fundó una filial del hospital en calle Leszno 80/82. Después de la liquidación del llamado pequeño gueto en agosto de 1942, fue trasladado a la Umschlagplatz, a un edificio en calle Stawki 6/8.

## Historia
La idea de construir un hospital para el tratamiento de niños judíos nació a principios de los años 70 del siglo XIX. En 1873, dos familias: Majer y Chaja Bersohn y también su hija Paulina Bauman junto con su marido Salomon compraron terreno para la construcción de un hospital. Inicialmente, el centro estaba destinado a 27 niños. El hospital fue construido en el área entre dos calles paralelas: Sienna y Śliska (por lo tanto, se da la dirección doble: Śliska 51/Sienna 60). Gracias a sus recursos financieros, todo el complejo hospitalario, diseñado por Artur Goebel, fue construido en los años 1876-1878. El primer médico jefe del hospital fue Ludwik Chwat. 
En los años 1905-1912 en este hospital trabajó como pediatra Janusz Korczak.
Durante la Primera Guerra Mundial, la situación financiera del hospital cambió drásticamente, debido a que los registros testamentarios y fundacionales fueron devaluados. En 1923, se cerró el centro. La situación cambió después de numerosas intervenciones de médica Anna Braude-Heller, gracias a la cual la Sociedad Amigos de los Niños se encargó de los edificios del hospital, en vez de la Junta de la Fundación Bersohn y Bauman en 1930. Dentro de poco, se hicieron esfuerzos para ampliar el complejo hospitalario, que financió la comunidad judía de Varsovia y el Comité Judío Americano de Distribución Conjunta. Después de la ampliación, el hospital disponía de 150 camas.
El día del estallido de la guerra, el hospital disponía de unas 250 camas de hospital. Los edificios no sufrieron durante el Asedio de Varsovia. En noviembre de 1940, el hospital estaba dentro de los límites del gueto de Varsovia. Las autoridades alemanas nombraron el director del hospital a Wacław Konieczny de Inowrocław.
En el caso de repleto del hospital causado por un enorme aumento de incidencia de tifus entre niños, en octubre de 1941, gracias a los esfuerzos de Anna Braude-Heller, se creó su filial en calle Żelazna 86/88, esquina de calle Leszno 80/82. El hospital nuevo podría acomodar a 400 pacientes.
Desde febrero de 1942, los empleados del hospital participaron en investigaciones científicas sobre el hambre en el gueto de Varsovia. La investigación fue realizada en secreto ante los alemanes. Las autopsias de las personas que murieron de hambre fueron hechas en un cobertizo en el cementerio judío en calle Okopowa, donde esperaban a ser enterrados en tumbas colectivas. Una parte de los textos mecanografiados con los resultados de las investigaciones fueron transferidos al lado ario. Fueron publicados en 1946 en un libro editado por Emil Apfelbaum. Choroba głodowa. Badania kliniczne nad głodem wykonane w getcie warszawskim w roku 1942.

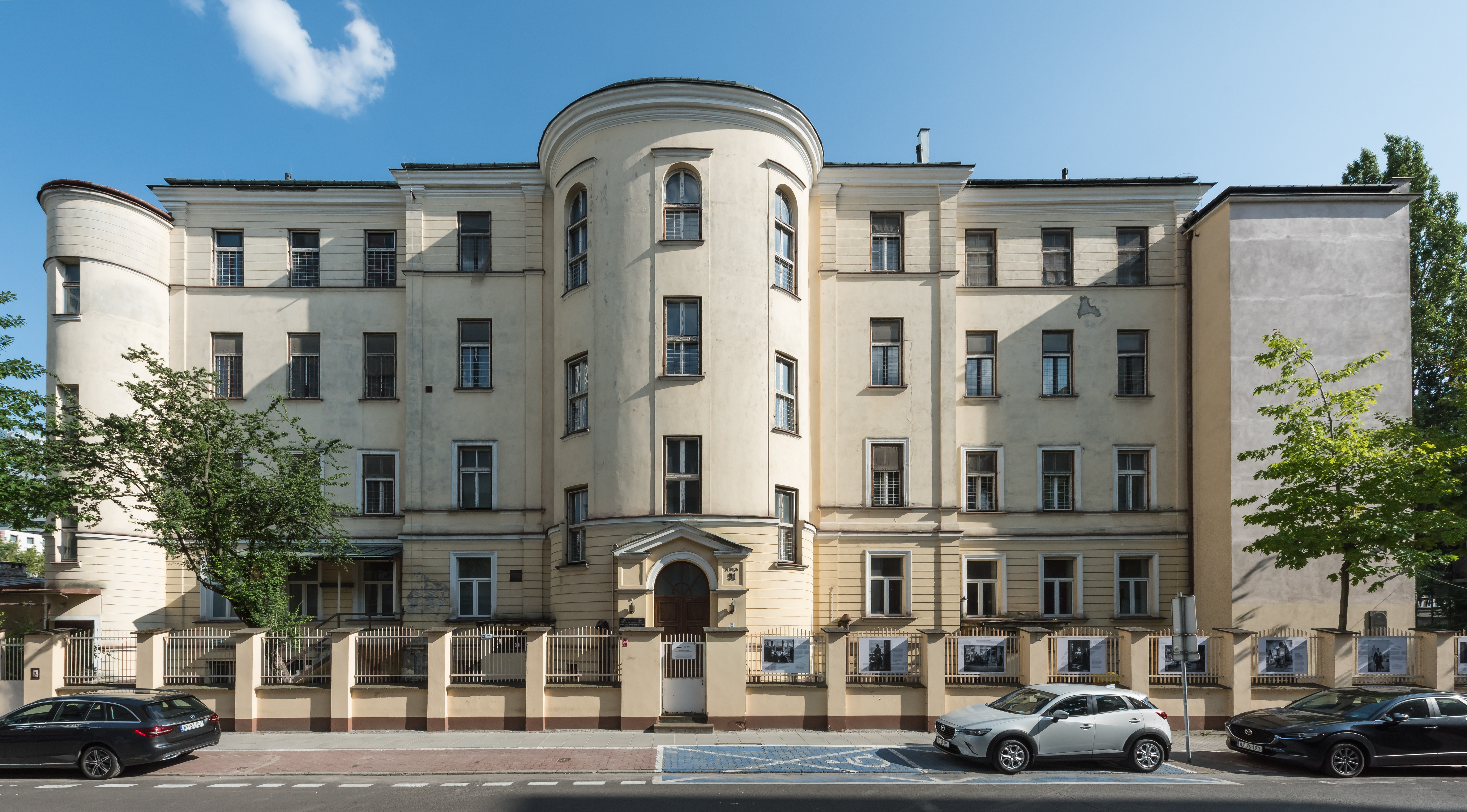
El edificio del hospital actualmente, vista desde calle Śliska

Como resultado de la reducción del territorio del gueto, el 10 de agosto de 1942 (la liquidación del llamado pequeño gueto), el hospital principal fue evacuado junto con los pacientes de calle Sienna. El 13 de agosto, el hospital fue trasladado a los edificios de las antiguas escuelas comunes en calle Stawki 6/8, en el área de Umschlagplatz. Los médicos y las enfermeras vivían en una casa de vecinos en calle Pawia 22. El personal del hospital podía entrar en el área de Umschlagplatz, en una columna compacta, después de una inspección meticulosa.
En la Umschlagplatz, el Hospital Bersohn y Bauman se unió al segundo hospital judío que operaba en el gueto de Varsovia, el hospital en Czyste. El 11 de septiembre de 1942, los enfermos y la mayoría del personal (unas 1000 personas) fueron llevados al campo de exterminio de Treblinka. Adina Blady-Szwajger dio morfina a un grupo de niños para que pudieran morir en el acto, evitando el sufrimiento del desplazamiento.
Durante la guerra, a principios de 1943, en los edificios abandonados del hospital, se ubicó la Clínica de Niños, trasladada de calle Litewska. Funcionó allí hasta el Levantamiento de Varsovia. De agosto a octubre de 1944, el hospital fue el único centro médico profesional en el centro de Varsovia. Los edificios del hospital fueron dañados durante el levantamiento.

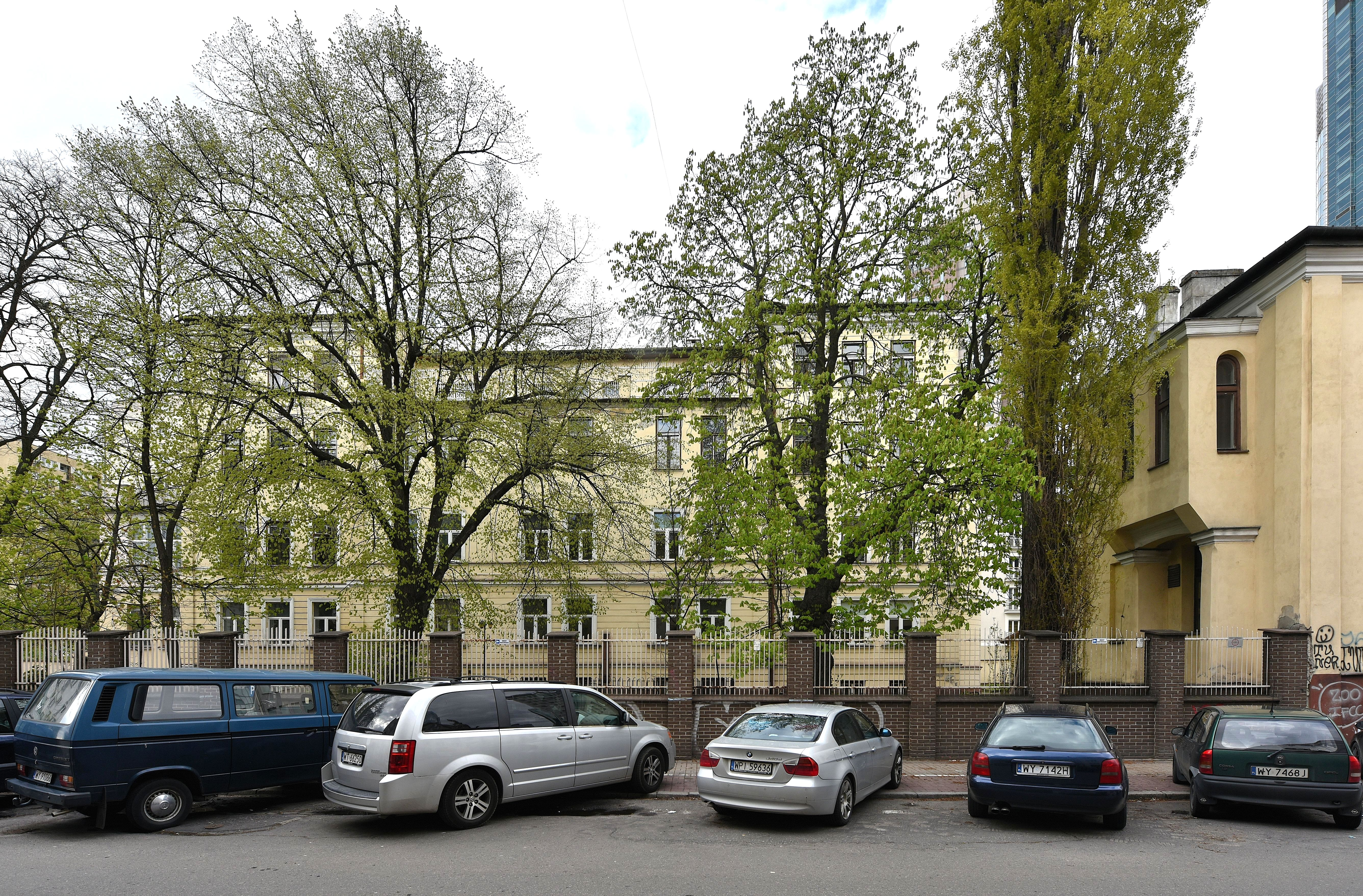
Complejo hospitalario desde calle Sienna

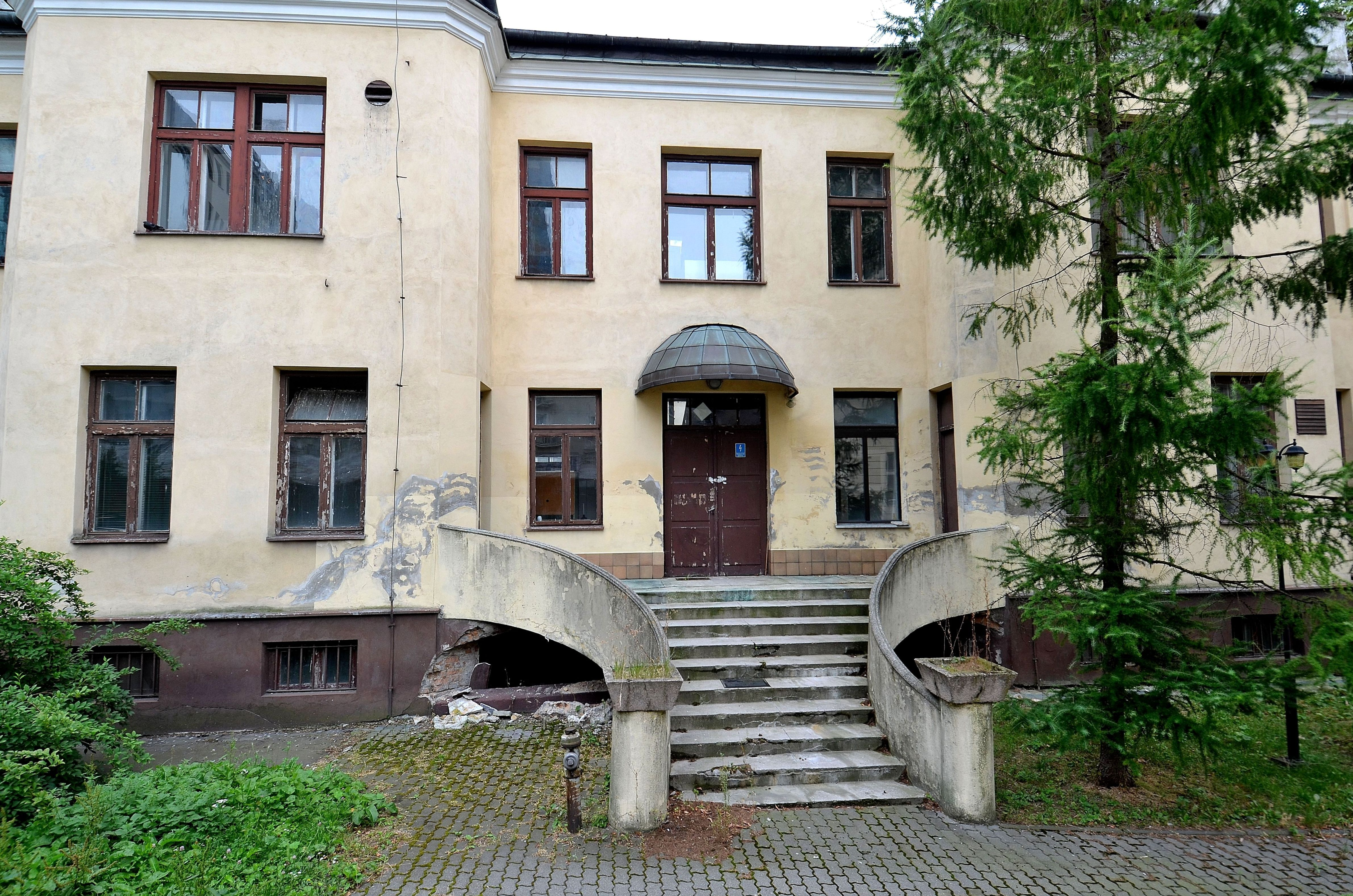
Entrada al pabellón sur

Después del final de la guerra, en los años 1946-1950, después de la reconstrucción, los edificios del hospital albergaron la sede y los apartamentos de los empleados del Comité Central de judíos polacos. Luego, de nuevo se lo adaptó a las necesidades médicas, colocando en el un hospital para niños con enfermedades infecciosos. En los años 1988-1993, todos los edificios fueron reconstruidos y modernizados. Más tarde, aquí había Wojewódzki Szpital Zakaźny imienia Dzieci Warszawy. En el año 2000, el centro se conectó con el Hospital de Niños en Dziekanów Leśny, donde todos los departamentos se trasladaron poco a poco. En 2016, el propietario, el gobierno autónomo del voivodato de Mazovia, puso en venta la propiedad vacía. En 2017, el Ministerio de Cultura y Patrimonio Nacional solicitó el gobierno autónomo del voivodato para arrendar el antiguo hospital por 30 años y para crear allí el Museo del gueto de Varsovia.

## Conmemoraciones
El 20 de abril de 2001, en la pared del edificio principal del hospital (desde calle Śliska) se inauguró una placa que conmemoraba a Anna Braude-Heller, la directora del hospital en los años 1930-1942.

## Personal del hospital
- Anna Braude-Hellerowa
- Adina Blady-Szwajger
- Marek Edelman
- Theodosia Goliborska-Gołąb
- Hanna Hirszfeldowa
- Janusz Korczak
- Julian Kramsztyk
- Henryk Kroszczor
- Henryk Makower
- Anna Margolis